# アヴィサウルス
アヴィサウルス（Avisaurus、「鳥トカゲ」の意味）は、白亜紀後期に現在の北アメリカに生息していたエナンティオルニス類の鳥類の属の一つである。

## 属の特徴
アヴィサウルスは2025年時点でタイプ種のA. archibaldiともう一種A. darwiniの2種が知られている。両種とも単一の足の骨（足根中足骨）のみが発見されている。
アヴィサウルスの両種は西部内陸海路西岸の河川流域の湿度の高い低湿地、湖沼であった、最終的にはロッキー山脈が形成されたCordilleran Overthrust Belt領域にある乾燥した高原から発見されている。
この属はエナンティオルニス類のアヴィサウルス科（Avisauridae）に属しており、この科には他にソロアヴィサウルス（Soroavisaurus）や ネウクエンオルニス（Neuquenornis）のような南アメリカの小型の種が含まれている。白亜紀後期においてはアメリカ州はまだテチス海の枝により分断された状態であった。
アヴィサウルス類の化石が南北アメリカの両方で発見されることは南アメリカの分類群が北に移動し、結果としてランス期に動物相の変化があったことの証拠となる。。

## 各種の特徴

### Avisaurus archibaldi
A. archibaldiの化石は1975年、アメリカ、モンタナ州 のガーフィールド郡にあるヘルクリーク層のUCMP V73097地点で収集された。この地層の年代は白亜紀後期マーストリヒト期（7000万年前-6600万年前）であり、A. archibaldi は最も新しい時代のエナンティオルニス類の一つでもある。
A. archibaldiはカリフォルニア大学古生物博物館（UCMP）の収蔵物である単一の足根中足骨に基づいている。この標本の標本番号UCMP 117600で、最初は1985年にBrett-Surmanおよびグレゴリー・ポールにより非鳥獣脚類の左の足根中足骨として記載された。1999年にChiappeによりエナンティオルニス類の鳥類の右の足根中足骨として再記載された。
標本の最大長は73.9 mmで、既知のエナンティオルニス類の足根中足骨としては最大のものの一つである。
種小名archibaldi は化石の発見者であるカリフォルニア大学バークレー校のJ. David Archibaldに献名されたものである。

### Avisaurus darwini
A. darwiniの化石はA. archibaldiと同じくヘルクリーク層から採集されている。A. archibaldiは体重1.7kgと推定されているのに対し、A. darwiniは1.2kgと一回り小柄であった。
種小名はチャールズ・ダーウィンに献名されたものである。

1991年にアメリカ、モンタナ州 のグレイシャー郡にあるツーメディシン層のMOR TM-068地点で収集された標本から1995年に記載されたAvisaurus gloriaeは、2018年にGettyia属に再分類されている。

## Brett-Surmanの論文
1985年のBrett-Surmanらによる論文ではA. archibaldiは明白にエナンティオルニス類であると考えられていた。筆者らはUCMP 117600を公式に命名、記載したものの、アルゼンチンで発見された中足骨PVL 4690など他のエナンティオルニス類の標本は見ていなかった。そして後にこの標本をAvisaurus sp.と分類した。このことによってアヴィサウルス属の種が白亜紀後期に南北アメリカに存在していたと結論された。さらに、これらの骨の長さ/幅の比と中手骨の融合の程度は鳥類より非鳥恐竜のものに似ていると結論付けた。両大陸の陸上の恐竜の属の分布からはBrett-Surmanによる両大陸間の連絡があったとする説が支持される。
さらなる発見とChiappeによる研究からPVL 4690を含むAvisaurus sp.とされた全てのエナンティオルニス類の化石は別属とされ、現在ではソロアヴィサウルスと呼ばれている。

## 参照
1. ↑  PaleoBiology Database: Avisaurus, basic info
2. 1 2  Clark, Alexander D.; Atterholt, Jessie; Scannella, John B.; Carroll, Nathan; O’Connor, Jingmai K. (2024-10-09). “New enantiornithine diversity in the Hell Creek Formation and the functional morphology of the avisaurid tarsometatarsus” (英語). PLOS ONE 19 (10):  e0310686. doi:10.1371/journal.pone.0310686. ISSN 1932-6203. PMC PMC11463745. PMID 39383133.
3. ↑  Chiappe, Luis M. (1993) " Enantiornithine (Aves) Tarsometatarsi from the Cretaceous Lecho Formation of Northwestern Argentina" American Museum Novitates December 27, 1993 Number 3083  pp. 1-2
4. ↑  Chiappe, Luis M., Calvo, Jorge O. (1994) "Neuquenornis volans, a New Late Cretaceous Bird (Enantiornithes: Avisauridae) from Patagonia, Argentina". "Journal of Vertebrate Paleontology" June 22, 1994 Volume 14 No. 2 pp.230-246.[English with Spanish abstract]
5. ↑  Lehman, T. M., 2001, Late Cretaceous dinosaur provinciality: In: Mesozoic Vertebrate Life, edited by Tanke, D. H., and Carpenter, K., Indiana University Press, pp. 310-328.
6. 1 2  Chiappe, Luis M. (1992) "Enantiornithine (Aves) Tarsometatarsi and the Avian Affinities of the Late Cretaceous Avisauridae" "Journal of Vertebrate Paleontology" September 3, 1992, Volume 12 no. 3 pp. 344-350
7. 1 2  Varrichio, David J., Chiappe, Luis M. (1995) "A New Enantiornithine Bird From the Upper Cretaceous Two medicine Formation of Montana" " Journal of Vertebrate Paleontology" March 14, 1995, Vol. 15, no. 1, pp. 201 - 204
8. ↑  Atterholt, Jessie; Hutchison, J. Howard; O’Connor, Jingmai K. (2018-11-13). “The most complete enantiornithine from North America and a phylogenetic analysis of the Avisauridae” (英語). PeerJ 6:  e5910. doi:10.7717/peerj.5910. ISSN 2167-8359. PMC PMC6238772. PMID 30479894.
9. ↑  Brett-Surman, Michael K., Paul, Gregory S. (1985) "A new family of bird-like dinosaurs linking Laurasia and Gondwanaland." "J. Vertebr. Paleontol." 5(2): 133-138.

- Cambra-Moo, Oscar; Delgado Buscalioni, Ángela; Cubo, Jorge; Castanet, Jacques; Loth, Marie-Madeleine; de Margerie, Emmanuel & de Ricqlès, Armand (2006): Histological observations of Enantiornithine bone (Saurischia, Aves) from the Lower Cretaceous of Las Hoyas (Spain). C. R. Palevol 5(5): 685–691. doi:10.1016/j.crpv.2005.12.018 PDF fulltext